# Pallavolo Cisterna 88
La Pallavolo Cisterna 88 è una società pallavolistica femminile italiana con sede a Cisterna di Latina: milita nel campionato di Serie A2.

## Storia
La Pallavolo Cisterna 88, sezione della Polisportiva Cisterna 88, disputa il primo campionato di Serie B2 nella stagione 2010-11: nell'annata 2012-13, a seguito del primo posto al termine della regular season nel proprio girone, ottiene la promozione in Serie B1.
Nella stagione 2013-14 disputa per la prima volta il campionato della terza divisione italiana e nella stagione successiva si qualifica ai play-off promozione dopo aver chiuso la regular season al primo posto: tuttavia viene sconfitta in finale dal Golem Volley.
A seguito della rinuncia di alcune squadra, la Pallavolo Cisterna 88 viene ripescata in Serie A2 per disputare il campionato 2015-16: a causa dell'ultimo posto in classifica, retrocede prontamente in Serie B1. Tuttavia viene nuovamente ripescata nella serie cadetta per l'annata 2016-17, ma anche in questo caso chiude all'ultimo posto in classifica, ottenendo una nuova retrocessione.

## Rosa 2016-2017
| N° | Nome                | Ruolo | Data di nascita  | Nazionalità sportiva |
| -- | ------------------- | ----- | ---------------- | -------------------- |
| 1  | Barbara Bacciottini | P     | 28 luglio 1994   | Italia               |
| 2  | Carlotta Fusari     | P     | 26 gennaio 1999  | Italia               |
| 3  | Francesca Borrelli  | C     | 15 marzo 1995    | Italia               |
| 5  | Arianna Barboni     | S     | 13 novembre 1996 | Italia               |
| 6  | Angelica Noschese   | L     | 22 maggio 1998   | Italia               |
| 7  | Giulia Modena       | L     | 7 marzo 1995     | Italia               |
| 9  | Claudia Marinelli   | L     | 8 settembre 1989 | Italia               |
| 10 | Ivana Bulajić       | C     | 18 luglio 1991   | Serbia               |
| 11 | Jessica Ventura     | S/O   | 6 ottobre 1991   | Brasile              |
| 14 | Fabiana Antignano   | C     | 30 giugno 1995   | Italia               |
| 15 | Ilaria Maruotti     | S     | 22 febbraio 1994 | Italia               |